# Oskar Peterlini
Oskar Peterlini (Bolzano, 19 settembre 1950) è un politico italiano, esponente della Südtiroler Volkspartei.
Già consigliere regionale dal 1978 al 1998 e presidente (e alternativamente vice) del Consiglio regionale del Trentino-Alto Adige/Südtirol dal 1988 al 1998, poi senatore della Repubblica dal 2001 al 2013, attualmente insegna presso la Libera Università di Bolzano.

## Attività politica e amministrativa
Dal 1972 al 1979 è stato dapprima segretario, poi presidente della Junge Generation, il movimento giovanile nella Südtiroler Volkspartei; nel 1978 è stato eletto quale più giovane consigliere della Regione Trentino-Alto Adige e del consiglio provinciale; dal 1980 al 1988 ha ricoperto il ruolo di capogruppo SVP in consiglio regionale, mentre dal 1983 al 1993 è stato presidente della commissione finanza, economia e bilancio del consiglio provinciale di Bolzano; nel 1988 è stato nominato vicepresidente del Consiglio provinciale di Bolzano; dal 1988 al 1998 dapprima vicepresidente e poi presidente del Consiglio Regionale.
Dal 1989 ha promosso il progetto di previdenza complementare della Regione Trentino-Alto Adige (PensPlan e i fondi pensione Laborfonds e Plurifonds), sviluppato con un accordo tra tutte le parti sociali della regione e una specifica legge regionale; cofondatore e amministratore delegato del Centro pensioni regionale (Centrum Pensplan) e della relativa società per la gestione del risparmio (Pensplan Invest).
Venne eletto al Senato della Repubblica nel 2001 con la lista congiunta L'Ulivo-SVP e rieletto nel 2006 con la lista L'Unione-SVP e nel 2008 con la lista SVP-Per le autonomie, sempre nel collegio n. 4 (Bolzano Bassa Atesina) del Trentino-Alto Adige, quale candidato di un accordo fra la SVP e i partiti del Centrosinistra.
Ha presentato al Senato nella XVI legislatura 2008-2012 47 disegni di legge, riguardanti tra altro la riforma del Senato, le elezioni delle Camere, l'introduzione del voto di preferenza, l'intesa per l'approvazione degli Statuti speciali, misure per la famiglia, la ratifica della Convenzioni delle Alpi, nonché l'introduzione dei Referendum deliberativi a iniziativa popolare senza quorum

## Vita privata
Nato a Bolzano, vive nella vicina Bronzolo. Diplomatosi al Liceo Classico Walther von der Vogelweide di Bolzano, Peterlini ha studiato prima Giurisprudenza all'Università degli Studi di Modena e Reggio Emilia e poi Economia all'Università di Innsbruck, dove si è laureato con una tesi sul Fabbisogno di forze lavoro nel settore pubblico in Sudtirolo. Si è poi specializzato in Portfolio Management a New York. Nel 2010 ha conseguito il Dottorato di ricerca  presso la Facoltà di Scienze Politiche e Sociali di Innsbruck  con una tesi sul Federalismo e le Autonomie in Italia. Dal 2011 insegna Diritto costituzionale  presso la Libera Università di Bolzano  e dal 2016 anche Scienza politica.[3] Nel 2023 ha conseguito l'Abilitazione scientifica con una tesi presentata all'Università di Rostock sul tema "L'autonomia come soluzione di pace" e con un colloquio su " Diritto e sistemi elettorali - punti di forza, debolezze e sfide per una democrazia partecipata". Peterlini ha un fratello, il docente universitario e scrittore Hans Karl Peterlini.

## Pubblicazioni

### Autonomia, Federalismo
- Foundations and Institutions of South-Tyrol's Autonomy in Italy, in Ghai, Y./ Woodman, S. (eds), Practising Self-Government: a comparative study of autonomous regions. Cambridge University Press, Cambridge 2013. ISBN 9781107018587.
- Südtirols Autonomie und die Verfassungsreformen Italiens, Vom Zentralstaat zu föderalen Ansätzen: die Auswirkungen und ungeschriebenen Änderungen im Südtiroler Autonomiestatut (L'Autonomia dell'Alto Adige e le Riforme costituzionali in Italia, Il cammino dell'Italia da un assetto centralista verso un approccio con principi federali, gli effetti e le modifiche non scritte nello Statuto speciale del Trentino-Alto Adige), New Academic Press (Ex Braumüller) Wien 2012. ISBN 978-3-7003-1834-7.
- Come riformare la costituzione e i diritti. Considerazioni, disegni di legge e mozioni per una società più equa, Prokopp & Hechensteiner, St. Pauls/Eppan (Bolzano) 2012. ISBN 978-88-6069-014-2.
- Instruments for Direct Democracy in Italy/Strumenti di democrazia diretta in Italia, in Acts of Conference: Participatory Democracy and social Development, Free University of Bozen/Bolzano, Campus Brixen, Italy, 6.-8. September 2012, International Conference of ICSD (International Consortium for Social Development) European Branch and Free University of Bozen/Bolzano, Prokopp & Hechensteiner, St. Pauls Bozen 2012. ISBN 978-88-6069-013-5.
- Steuerföderalismus in Italien, Spannungsfeld zwischen Verfassungszielen und Sparmaßnahmen, zwischen Nord und Süd (Federalismo fiscale in Italia in bilico tra principi costituzionali e provvedimenti economici, tra nord e sud), Prokopp & Hechensteiner, St. Pauls Bozen 2012. ISBN 978-88-6069-011-1.
- The Structure of the State – an Instrument of Peace? The South Tyrol Minority as an Example. L'assetto dello Stato – uno strumento di pace? L'esempio della minoranza sudtirolese, 26 – 28 April 2012 in Bolzano Bozen, Introductory speech by the President of the General Committee on Cultural Affairs of the CEI-Parliamentary Dimension, Sen. Oskar Peterlini, Chairperson of the Conference: Autonomy, Protection of National Minorities and Cultural Heritage as Tools for Peace, Conference proceedings, Bolzano-Bozen, Palace of the Autonomous Province, 26–28 April 2012. Prokopp & Hechensteiner, San Paolo 2012, ISBN 978-88-6069-012-8.
- L'autonomia – strumento di pace, in Provenzano, F.M., Federalismo, Devolution, Secessione – La storia continua. Ritorno al futuro, Editore Pellegrini Cosenza, 2011. ISBN 978-88-8101-778-2.
- L'autonomia che cambia, Gli effetti della riforma costituzionale del 2001 sull'autonomia speciale del Trentino-Alto Adige Südtirol e le nuove competenze in base alla clausola di maggior favore, Casa editrice Praxis 3 Bolzano 2010. ISBN 978-88-96134061. *
- Föderalismus und Autonomien in Italien, Federalismo e Autonomie in Italia, Gli effetti dello sviluppo federale in Italia sulle autonomie speciali e in particolar modo sullo Statuto del Trentino-Alto Adige Südtirol, in versione tedesca e italiana, Tesi di dottorato, Leopold Franzens Universität, Facoltà di scienze politiche e sociologia, Innsbruck 2010.
- Secessione, riforma costituzionale, Senato federale, devolution, federalismo fiscale e sicurezza, in Provenzano, F.M., Dall'interno della Lega – Testi e documenti per conoscere tutto della Lega Nord, Presse libre Italia, stampa Lito Terrazzi Cascine del Riccio, Firenze 2010. ISBN 9788896964002.
- Mit Herz und Seele für Österreich und Südtirol'., Mit Klecatsky durch Erlebnisse und Geschichte, Recht und Politik, in Raffeiner, A./ Matscher, F./ Pernthaler, P., Ein Leben für Recht und Gerechtigkeit. FS für Hans Richard Klecatsky zum 90. Geburtstag, Neuer Wissenschaftlicher Verlag Wien 2010. ISBN 978-3-7083-0705-3.
- The South-Tyrol Autonomy in Italy, Historical, Political and Legal Aspects. In Oliveira J./Cardinal P. (edit.) (2009), One Country, Two Systems, Three Legal Orders - Perspectives of Evolution, Springer. ISBN 978-3-540-68571-5, eISBN 978-3-540-68572- 2, DOI: 10.1007/978-3-540-68572-2. Libri 8094160:[8]
- Die Föderalismusentwicklung in Italien und ihre Auswirkungen auf die Sonderautonomien, am Beispiel Trentino Südtirol (Le conseguenze dell'evoluzione federale in Italia sulle regioni autonome, avendo come esempio la Regione Autonoma Trentino-Alto Adige), Zeitschrift für Öffentliches Recht, ZÖR 63, pag. 189-265, Springer, Wien 2008. DOI 10.1007/S00708-008-0209-6, ISSN 0948-4396 (Print) 1613-7663 (Online)[9].
- Evoluzione in senso federale e riforma costituzionale in Italia, FÖDOK 27, Institut für Föderalismus, Innsbruck 2008. ISBN 978-3-901965-26-5[10].
- Föderalistische Entwicklung und Verfassungsreform in Italien (Sviluppo federale e riforma costituzionale in Italia), FÖDOK 25, Institut für Föderalismus, Innsbruck, 2007. ISBN 978-3-901965-24-1.
- (IT, DE, EN)  Autonomia e tutela delle minoranze nel Trentino-Alto Adige, Regione Trentino-Alto Adige, Bolzano-Trento 1996. ISBN 88-900077-1-0. Edizione aggiornata: Regione Trentino-Alto Adige, Bolzano-Trento, 2000. ISBN 88-900077-9-6.
- (DE)  Autonomie und Minderheitenschutz in Trentino-Südtirol, Region Trentino Südtirol, Bozen-Trient, 1996, ISBN 88-900077-0-2. Edizione aggiornata (de, ladino), Autonomie und Minderheitenschutz in Südtirol und im Trentino, Regionalrat der Autonomen Region Trentino Südtirol, Bozen-Trient 2000. ISBN 88-900077-4-5.
- (EN)  Autonomy and the Protection of Ethnic Minorities in Trentino-South Tyrol. ISBN 3-7003-1173-7
- (DE)  Autonomie und Minderheitenschutz in Trentino-Südtirol, Braumüller, Wien 1997. ISBN 3700311664 (3-7003-1166-4)
- Aspetti e problemi dello Statuto di Autonomia, in "La storia dell‘Alto Adige", Istituto Magistrale Italiano, Bolzano 1980. Nuova edizione 1989.
- Il Sudtirolo, una prova d'esame per l'Europa / Südtirol - ein Prüfstein für Europa, in Demarchi, F. (a cura di), Minoranze linguistiche fra storia e politica / Sprachliche Minderheiten zwischen Geschichte und Politik, Gruppo Culturale CIVIS, Biblioteca Cappuccini, CIVIS. Studi e Testi, Supplemento 4/1988, Trento (de, it), pp. 113–144.
- Der ethnische Proporz in Südtirol (La proporzionale etnica in Alto Adige), Athesia, Bolzano, 1980. ISBN 88-7014-185-3.

### Sistemi elettorali
- Minderheitenschutz und Wahlsysteme, Die Spielregeln von Wahlsystemen und ihre Auswirkungen auf Sprachminderheiten - Südtirol und europäische Minderheiten im Blickfeld (La tutela delle minoranze e i sistemi elettorali, Le regole dei sistemi elettorali e le loro implicazioni per le minoranze linguistiche - Un'analisi basata sulle esperienze empiriche dei Sudtirolesi e altre minoranze etniche in Europa), New Academic Press Braumüller Wien 2012. ISBN 978-3-7003-1835-4.
- Mehrheitswahlrecht contra Proporz, Die Senatswahlkreise in Südtirol 1988–2012, Prokopp & Hechensteiner, St. Pauls-Bozen 2012. ISBN 978-88-6069-009-8.
- Funzionamento dei sistemi elettorali e minoranze linguistiche, FrancoAngeli, Milano 2012. ISBN 978-88-568-4455-9.
- Sistemi elettorali e minoranze linguistiche, Wahlsysteme und Sprachminderheiten, in versione tedesca e italiana, Le ripercussioni dei sistemi elettorali sulla rappresentanza delle minoranze linguistiche in Parlamento sull'esempio delle minoranze dell'Alto Adige Südtirol, Progetto di Ricerca svolto presso la Facoltà di Scienze politiche della Leopold Franzens Universität Innsbruck 2010.
- Südtirols Vertretung am Faden Roms, Die Auswirkungen von Wahlsystemen auf ethnische Minderheiten am Beispiel Südtirols in Rom von 1921-2013 (Gli effetti delle leggi elettorali in Italia sulle minoranze linguistiche), in Hilpold P. (ed.) (2009), Minderheitenschutz in Italien, Reihe Ethnos 70, Braumüller Wien. ISBN 978-3-7003-1694-7, ISSN 0425-4600[11]
- Südtirols Vertretung in Rom - Die Auswirkungen von Wahlsystemen auf ethnische Minderheiten (La rappresentanza Sudtirolese a Roma - Le ripercussioni di sistemi elettorali su minoranze linguistiche),versione abbreviata, Europa Ethnica 3/4, Braumüller, Wien 2008, ISSN 0014-2492[12]

### Previdenza sociale
- Le nuove pensioni, FrancoAngeli, Milano 2003. ISBN 88-464-4202-4.
- Pianificare il futuro, Athesia, Bolzano 2000. ISBN 88-8266-091-5.
- (DE)  Zukunft planen Athesia, Bozen 2000. ISBN 88-8266-089-3.
- Assicurarsi il futuro, Zukunft sichern (de, it) Centrum PensPlan, Bolzano 1998.
- Il pacchetto famiglia (de, it) Casse Rurali dell'Alto Adige, Bolzano, 3 parti, 1992 e 1993.

### Economia
- Die totale Privatisierung. Ein gescheiterter Wahn / La privatizzazione totale. Una pazzia fallita, Relazione, Organizzazione Sindacale Autonoma degli enti locali AGO, 4. Congresso provinciale sul tema: Servizi pubblici nella morsa della privatizzazione 9.4. 2010, Bozen. Prokopp & Hechensteiner, St. Pauls Bozen 2012. ISBN 978-88-6069-010-4.
- Relazioni al bilancio provinciale (de, it), annuali, come Presidente della Commissione Bilancio, Finanze ed Economia del Consiglio provinciale dell'Alto Adige, dal 1984 al 1994.
- Il bilancio della Provincia – uno strumento politico – economico (de, it), Consiglio della Provincia autonoma, Bolzano 1990.
- Quantitativer und qualitativer Bedarf an Arbeitskräften im öffentlichen Dienst in Südtirol (Il fabbisogno quantitativo e qualitativo di lavoratori nella pubblica amministrazione dell'Alto Adige), Università di Innsbruck, Tesi di laurea, 1979.

### Politica
- Ein Visionär der alten Schule, in Benedikter, T., Den Grundsätzen treu geblieben. Alfons Benedikters Wirken für Südtirol im Spiegel der Erinnerung, Prokopp & Hechensteiner KG St. Pauls-Bolzano, 2012. ISBN 978-88-6069-008-1.